# Star Trek: Strange New Worlds
Star Trek: Strange New Worlds (dt.: Fremde neue Welten) ist eine seit 2022 laufende US-amerikanische Science-Fiction-Fernsehserie, die von Akiva Goldsman, Alex Kurtzman und Jenny Lumet für den Streamingdienst Paramount+ erschaffen wurde. Sie ist die zwölfte Fernsehserie, die im fiktiven Star-Trek-Universum spielt. Als Ablegerserie von Star Trek: Discovery und Prequel zu Raumschiff Enterprise handelt sie von den Abenteuern der Crew des Raumschiffs USS Enterprise NCC-1701 unter Captain Christopher Pike.
Anson Mount, Rebecca Romijn und Ethan Peck übernehmen die Hauptrollen als Pike, Nummer Eins und Spock, welche sie bereits in der Serie Star Trek: Discovery verkörpert haben. Die Charaktere wurden ursprünglich bereits in der originalen Star-Trek-Serie vorgestellt und von den Darstellern in der zweiten Staffel von Star Trek: Discovery 2019 gespielt. Aufgrund der positiven Fan-Rückmeldungen zeigte Kurtzman Interesse daran, die Darsteller in einer eigenen Ablegerserie zurückzubringen.
Die Entwicklung der Serie begann im März 2020 mit der offiziellen Bestellung im folgenden Mai. Dabei wurde auch der Titel der Serie, die Hauptrollen sowie das Kreativteam inklusive Goldsman und Henry Alonso Myers als Showrunner vorgestellt. Babs Olusanmokun, Christina Chong, Celia Rose Gooding, Jess Bush, Melissa Navia und Bruce Horak übernahmen weitere Hauptrollen, die auf dem Star-Trek-Tag am 8. September 2021 vorgestellt wurden. Gefilmt wurde von Februar bis Juli 2021 in den CBS Stages Canada in Mississauga, Ontario mit weiteren Aufnahmen in New Mexico.
Die Ausstrahlung der Serie in Nordamerika begann parallel zur letzten Folge der zweiten Staffel von Star Trek: Picard am 5. Mai 2022.

## Produktion

### Hintergrund
Das Finale der ersten Staffel der Serie Star Trek: Discovery bereitete die zweite Staffel vor, indem es die USS Enterprise vorstellte, das Raumschiff aus der ersten Star-Trek-Fernsehserie. Der damalige Co-Showrunner Aaron Harberts wollte den Kapitän der Enterprise, Christopher Pike, näher beleuchten, da er der Meinung war, dass man ihn in Star Trek bisher nicht oft gesehen hatte. Harberts war weniger daran interessiert, ein anderes Mitglied der Enterprise-Besatzung, Spock, zu erforschen, da er in den vorherigen Inkarnationen der Serie schon oft aufgetaucht war und er die Figur nicht von einem anderen Schauspieler als Leonard Nimoy oder Zachary Quinto verkörpern lassen wollte. Im April 2018 wurde dann allerdings bestätigt, dass auch Spock in die zweite Staffel aufgenommen wird. Im selben Monat wurde Anson Mount als Pike besetzt, und im Juli gab er bekannt, dass Rebecca Romijn die Figur Nummer Eins der Originalserie darstellen würde. Mount und Romijn unterzeichneten beide Einjahresverträge für die Serie als Teil eines Versuchs der Produzenten, Discovery enger an den breiteren Star-Trek-Kanon anzunähern. Im August wurde bekannt gegeben, dass Ethan Peck die Rolle des Spock in dieser Staffel übernehmen wird.

### Drehbücher
Zum Zeitpunkt der offiziellen Ankündigung der Serie im Mai 2020 hatte Goldsman die erste Episode bereits geschrieben und kündigte an, die Serie werde optimistischer und episodenhafter sein als Discovery und Picard, ein Stil, der der Originalserie näher stehe. Er wies darauf hin, dass die Serie weiterhin die Vorteile der seriellen Erzählung nutzen würde, um Charakterbögen zu entwickeln.
Im Juli 2020 wurde ein Autorenraum für die Serie eingerichtet, und Ende desselben Monats waren die Geschichten für 10 Episoden entworfen. Im August sagte Kurtzman „wir waren tatsächlich in der Lage, mit den Drehbüchern für die Serie recht weit voranzukommen“, da die COVID-19-Pandemie den Produktionsbeginn verhinderte. Er war der Meinung, dass das Publikum auf die Charaktere in Discovery mit ihrem „unermüdlichen Optimismus“ reagierte und sagte, dass das Spin-Off sich damit beschäftigen würde, wie Pike ein optimistischer Anführer bleibt, obwohl er in der zweiten Staffel von Discovery von seiner tragischen Zukunft erfährt. Myers erläuterte die Herangehensweise der Serie an das episodische Erzählen und erklärte, dass die Autoren „eine moderne Sensibilität für Charaktere in ‚Star Trek‘ beibehalten wollten, so wie Star-Trek-Geschichten immer erzählt wurden. Es ist ein Schiff, das zu seltsamen neuen Welten reist, und wir werden große Science-Fiction-Abenteuer in Episodenform erzählen. So haben wir Raum, um neue Aliens zu treffen, neue Schiffe zu sehen, neue Kulturen zu besuchen.“

### Crossover
In der siebten Folge der zweiten Staffel gab es ein Crossover mit Star Trek: Lower Decks, bei dem die Ensigns Beckett Mariner, Brad Boimler, D’Vana Tendi, Sam Rutherford und Commander Jack Ransom von der USS Cerritos mitspielten. Die Sprecher von Ensign Brad Boimler (Jack Quaid) und Ensign Beckett Mariner (Tawny Newsome) verkörpern ihre Rollen in dieser Folge auch in realer Form.

## Veröffentlichung
Am 9. März 2022 wurde ein erster Teaser und am 3. April 2022 ein vollständiger Trailer zu Strange New Worlds veröffentlicht. Am 29. April 2022 wurde der Vorspann der Serie vorgestellt.
Die Ausstrahlung der ersten Staffel begann in Nordamerika am 5. Mai 2022 beim Streaming-Dienst Paramount+. Die Folgen erschienen im wöchentlichen Rhythmus.
Am 8. Dezember 2022 ging die Serie auch in Deutschland bei Paramount+ an den Start; am 5. Januar 2023 stehen dort alle zehn der jeden Donnerstag erscheinenden Episoden der ersten Staffel komplett zur Verfügung.
Die zweite Staffel wird seit dem 15. Juni 2023 sowohl in Nordamerika als auch im deutschsprachigen Raum ausgestrahlt.
Die dritte Staffel soll am 17. Juli 2025 mit zwei Episoden auf Paramount+ anlaufen und wöchentlich bis zum 11. September ausgestrahlt werden.
Am 28. März 2023 wurde bekannt, dass eine dritte Staffel mit weiteren 10 Folgen bestellt wurde. Wegen des Streiks der Writers Guild of America (WGA) und der Screen Actors Guild-American Federation of Television and Radio Artists (SAG-AFTRA) konnten die Dreharbeiten nicht wie geplant am 2. Mai 2023 beginnen. Im April 2024 gab Paramount+ bekannt, dass auch eine vierte Staffel produziert werden soll, deren Dreharbeiten im März 2025 beginnen sollen. Im Juni 2025 wurde bekannt gegeben, dass es auch eine letzte fünfte Staffel geben werde.

## Besetzung und Synchronisation

Die Hauptdarsteller
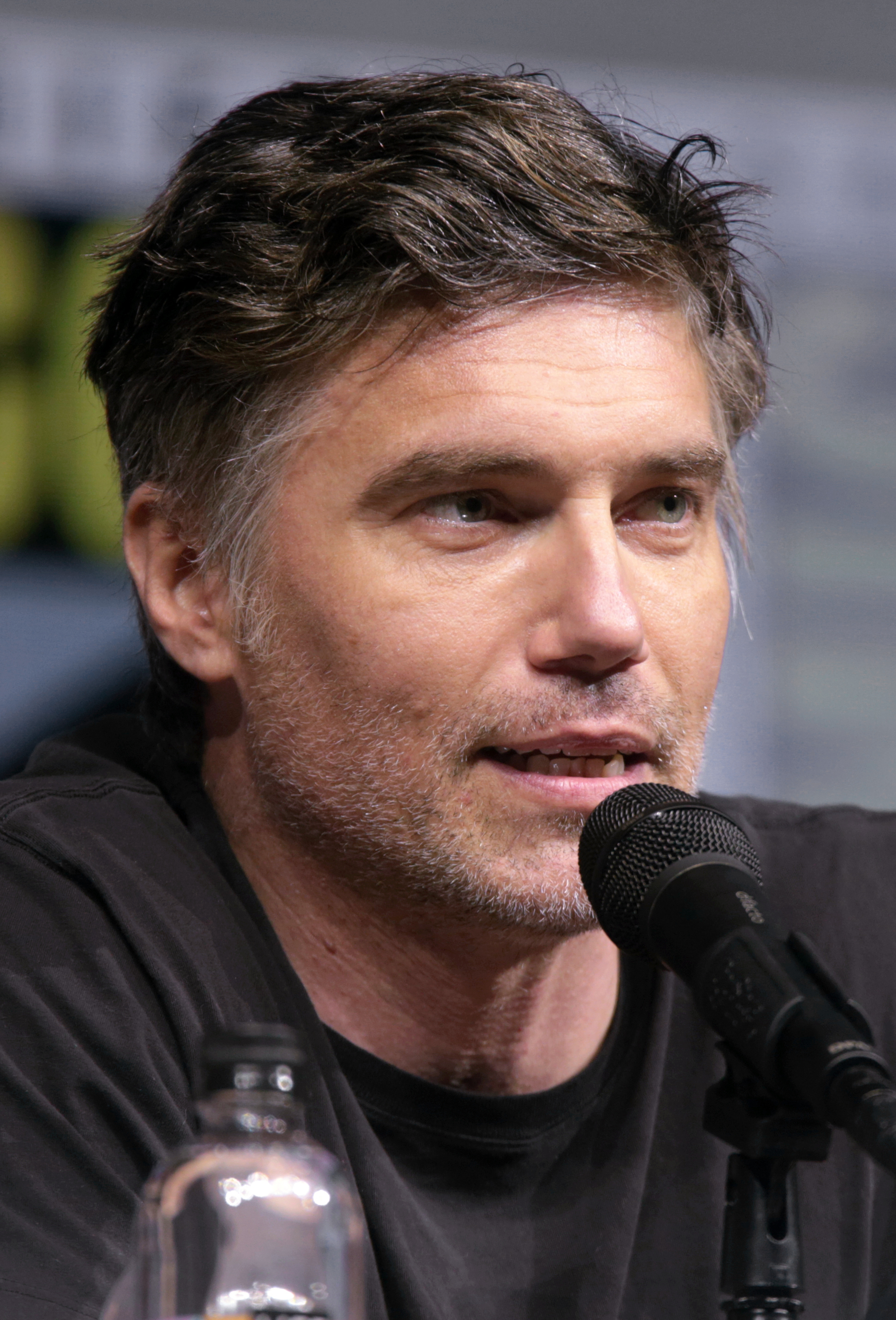
Anson Mount, Darsteller von Christopher Pike
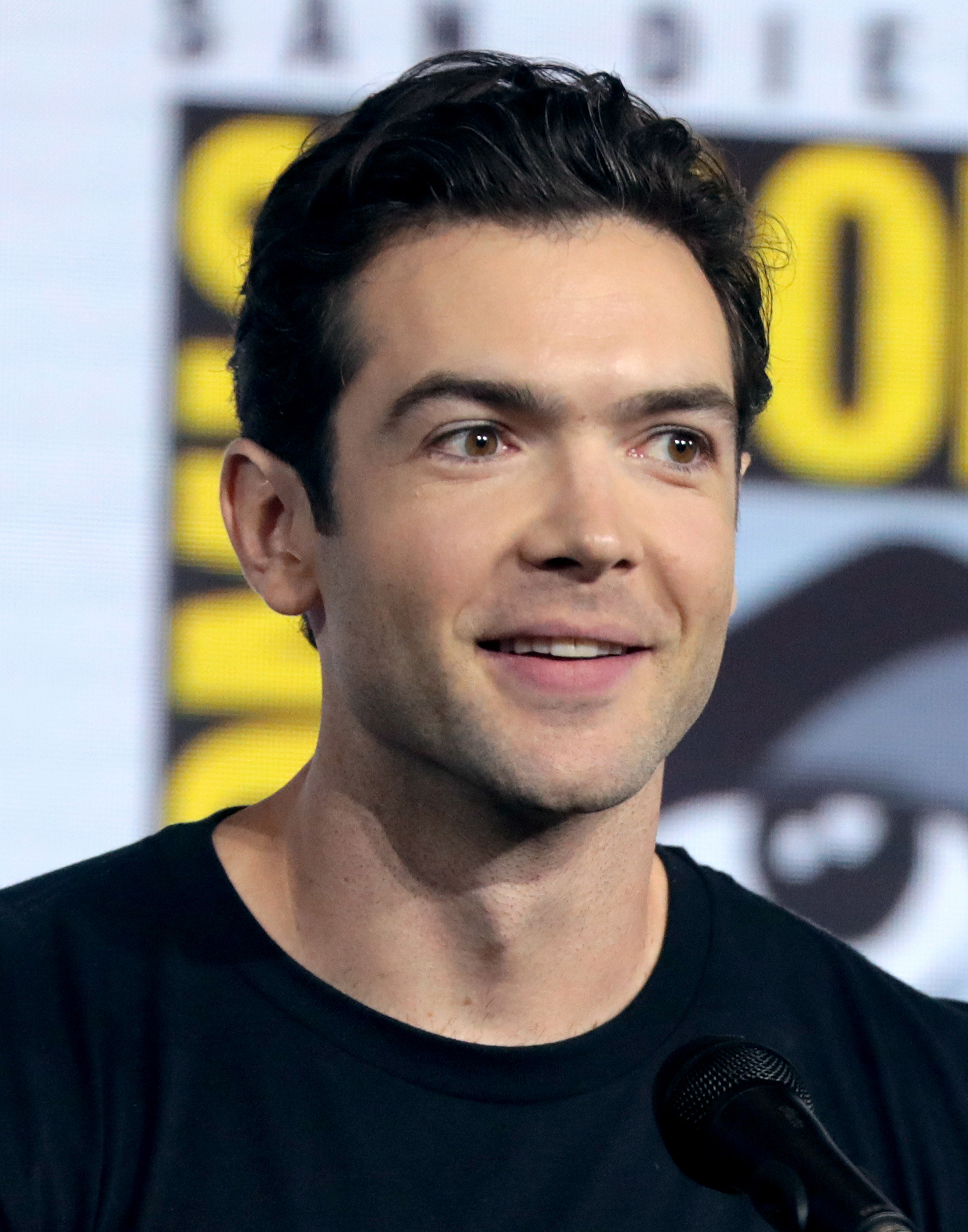
Ethan Peck, Darsteller von Spock
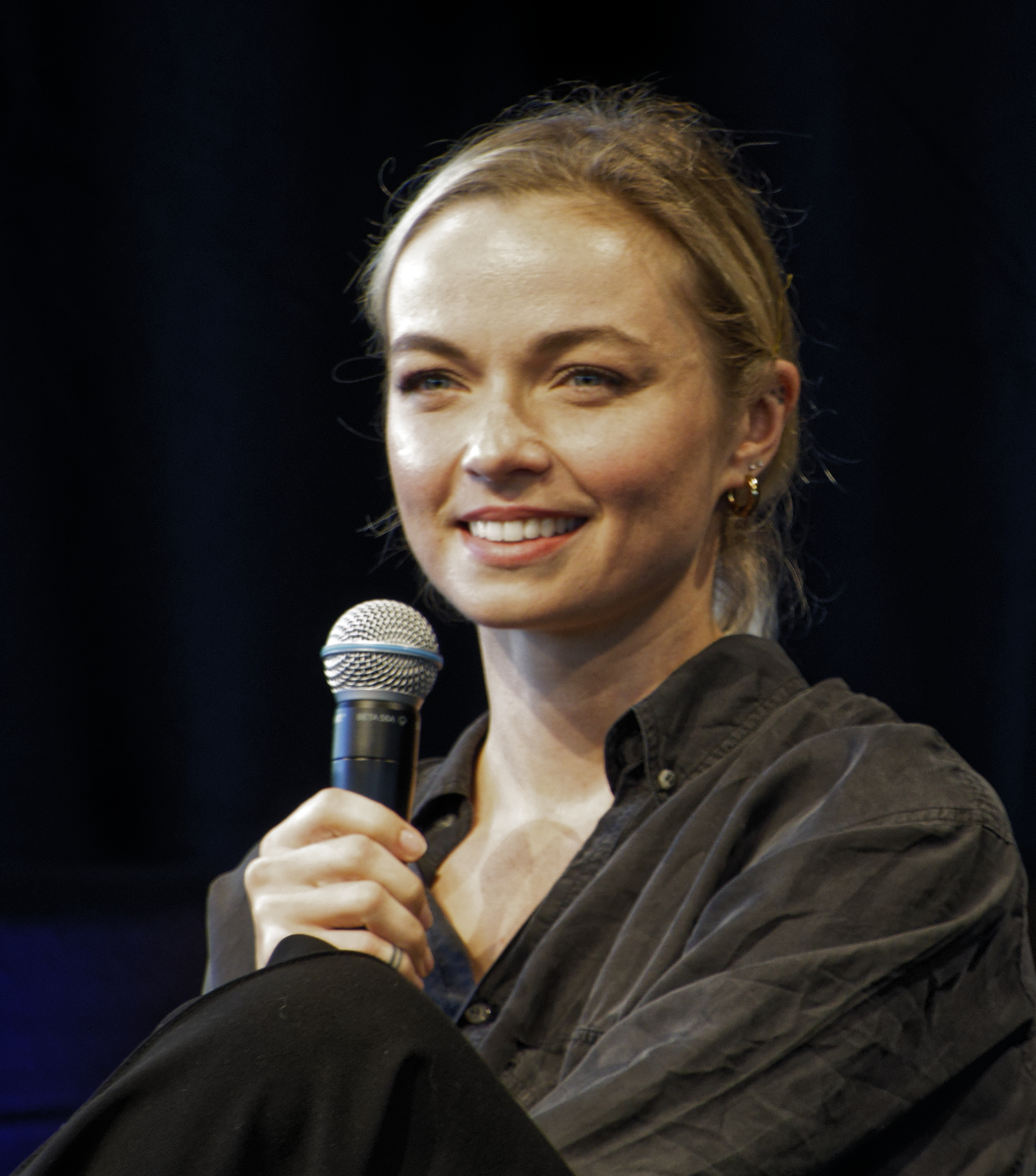
Jess Bush, Darstellerin von Christine Chapel
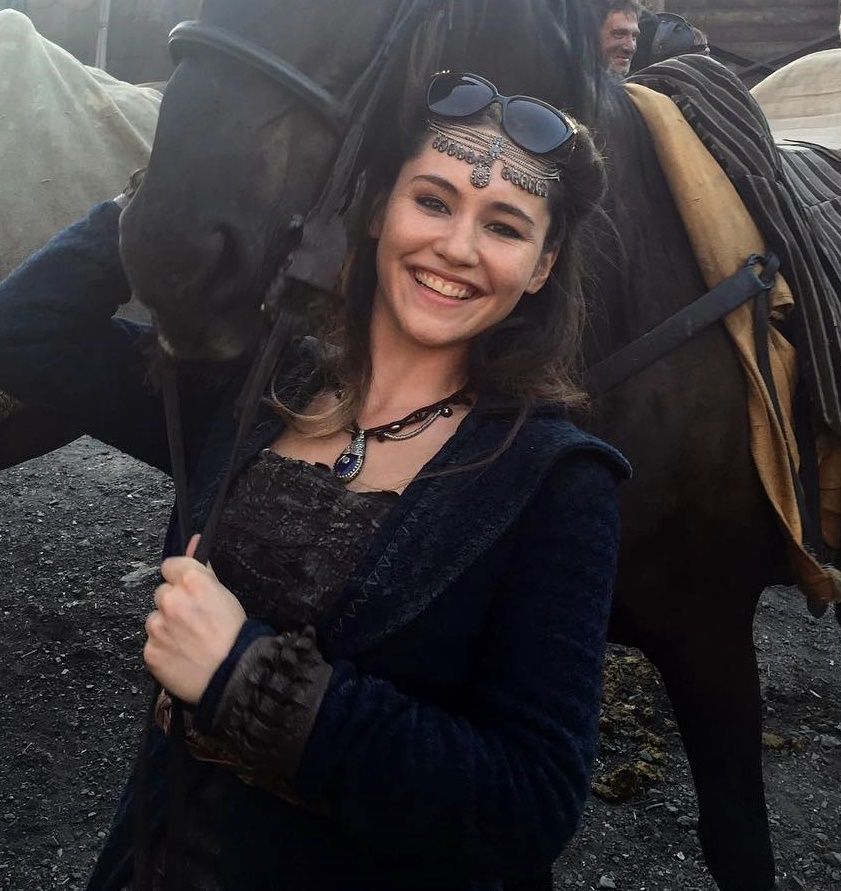
Christina Chong, Darstellerin von La’an Noonien-Singh
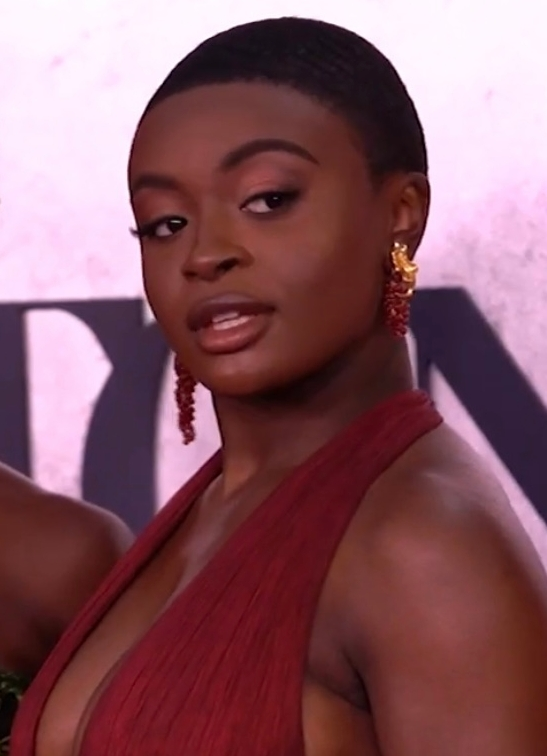
Celia Rose Gooding, Darstellerin von Nyota Uhura
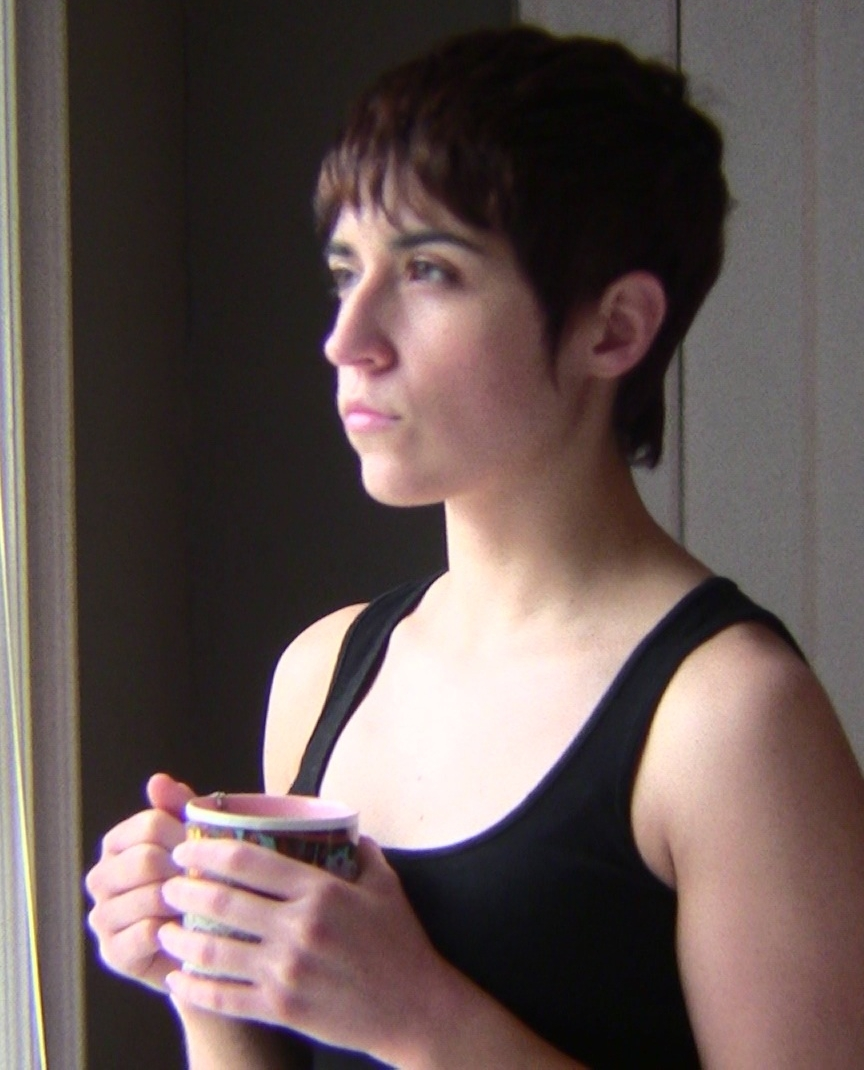
Melissa Navia, Darstellerin von Erica Ortegas
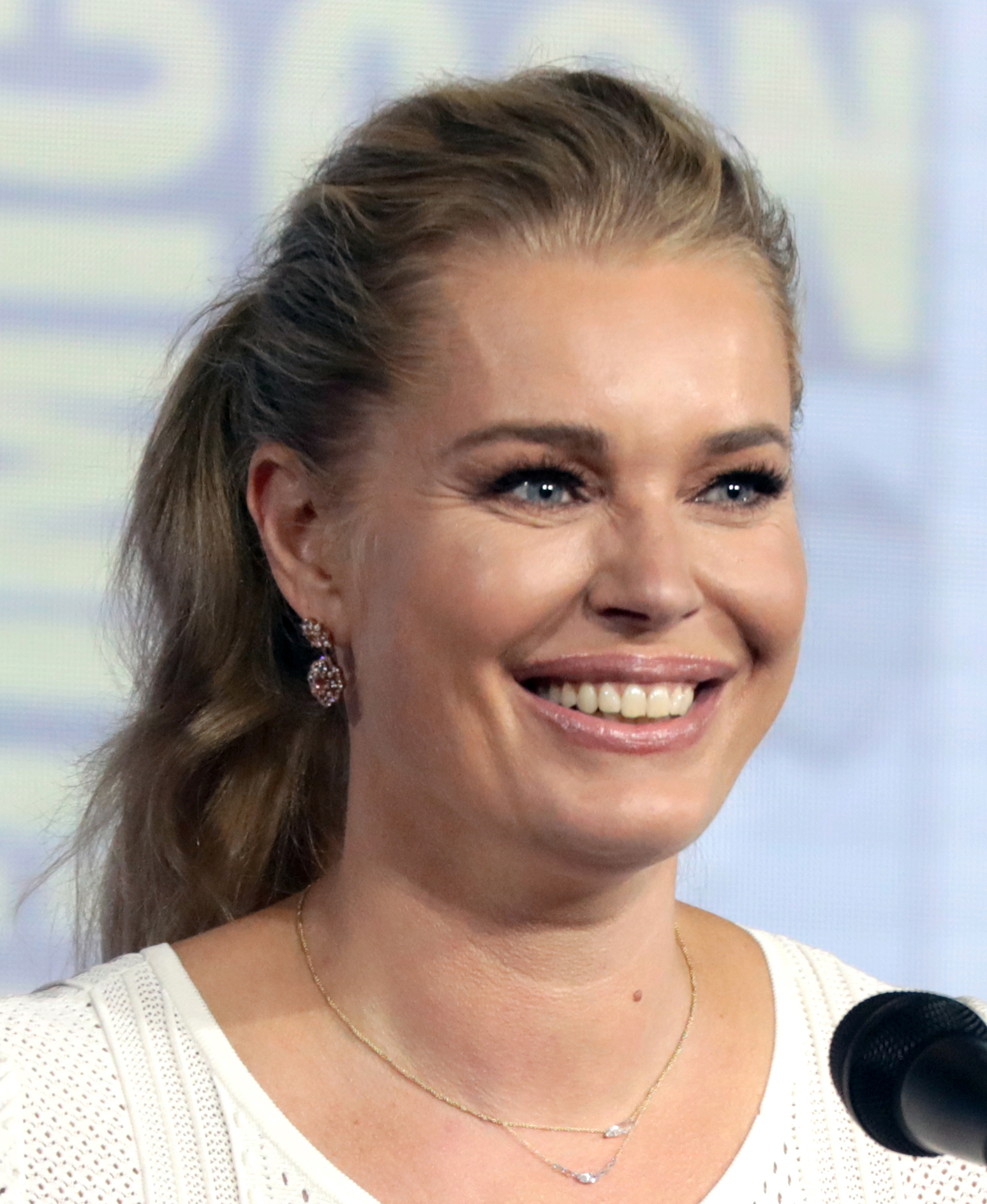
Rebecca Romijn, Darstellerin von Una Chin-Riley

Die Tabelle nennt die Schauspieler, ihre Rollennamen, ihre Zugehörigkeit zur Hauptbesetzung (●) bzw. zu den Neben- und Gastdarstellern (•).
Die deutsche Synchronisation wurde von der Arena Synchron in Berlin nach Dialogbüchern von Tobias Neumann und unter Oliver Feld als Dialogregisseur erstellt.
|                    |                                          | |                    | Staffel | Staffel       | Staffel |                            |
| Schauspieler       | Rollenname                               | Rollenbeschreibung                                                                                            | Spezies            | 1       | 2             | 3       | Deutscher Synchronsprecher |
| ------------------ | ---------------------------------------- | --- | ------------------ | ------- | ------------- | ------- | -------------------------- |
| Anson Mount        | Captain Christopher Pike                 | Captain der USS Enterprise                                                                                    | Mensch             | ●       | ●             | ●       | Sascha Rotermund           |
| Ethan Peck         | Lieutenant Spock                         | Wissenschaftsoffizier der USS Enterprise                                                                      | Mensch / Vulkanier | ●       | ●             | ●       | Arne Stephan               |
| Jess Bush          | Christine Chapel                         | Krankenschwester an Bord der USS Enterprise                                                                   | Mensch             | ●       | ●             | ●       | Alice Bauer                |
| Christina Chong    | Lieutenant La’an Noonien-Singh           | Sicherheitschefin der USS Enterprise                                                                          | Mensch             | ●       | ●             | ●       | Magdalena Turba            |
| Celia Rose Gooding | Kadett/Ensign Nyota Uhura                | Kadett an Bord der USS Enterprise                                                                             | Mensch             | ●       | ●             | ●       | Laura Oettel               |
| Melissa Navia      | Lieutenant Erica Ortegas                 | Steuermann der USS Enterprise                                                                                 | Mensch             | ●       | ●             | ●       | Maximiliane Häcke          |
| Babs Olusanmokun   | Dr. Joseph M’Benga                       | Leitender medizinischer Offizier der USS Enterprise                                                           | Mensch             | ●       | ●             | ●       | Tim Sander                 |
| Rebecca Romijn     | Lt. Commander Una Chin-Riley/Nummer Eins | Erste Offizierin der USS Enterprise                                                                           | Illyrianerin       | ●       | ●             | ●       | Alexandra Wilcke           |
| Bruce Horak (a)    | Lieutenant Hemmer                        | Chefingenieur der USS Enterprise                                                                              | Aenar              | ●       | •             |         | Thomas Wenke               |
| Melanie Scrofano   | Captain Marie Batel                      | Captain der USS Cayuga                                                                                        | Mensch             | •       | •             | •       | Franziska Endres           |
| Adrian Holmes      | Admiral Robert April                     | Admiral der Sternenflotte, ehemaliger Captain der USS Enterprise                                              | Mensch             | •       | •             | •       | Thomas Schmuckert          |
| Gia Sandhu         | T’Pring                                  | Verlobte von Spock                                                                                            | Vulkanierin        | •       | •             |         | Luisa Wietzorek            |
| André Dae Kim      | Chief Kyle                               | Transportertechniker der USS Enterprise                                                                       | Mensch             | •       |               |         | Marco Eßer                 |
| Dan Jeannotte      | Lieutenant George Samuel Kirk            | Wissenschaftler an Bord der USS Enterprise, Bruder von James T. Kirk                                          | Mensch             | •       | •             | •       | Tobias Diakow              |
| Rong Fu            | Lieutenant Jenna Mitchell                | Navigatorin der USS Enterprise                                                                                | Mensch             | •       | •             |         | Julia Vieregge             |
| Jennifer Hui       | Ensign Christina                         | Kommunikationsoffizierin der USS Enterprise                                                                   | Mensch             | •       |               |         | Christina Wöllner          |
| Sage Arrindell     | Rukiya                                   | Tochter von Dr. M’Benga                                                                                       | Mensch             | •       |               |         | Lilli Mechler              |
| Makambe Simamba    | Rukiya                                   | Tochter von Dr. M’Benga                                                                                       | Mensch             | •       | Katja Schmitz |         |                            |
| Paul Wesley        | Captain James T. Kirk                    | Captain der USS Farragut bzw. der USS Enterprise in alternativen Zeitlinien, erster Offizier der USS Farragut | Mensch             | •       | •             | •       | Nico Sablik                |
| Matthew Wolf       | Montgomery Scott                         | Chefingenieur der USS Enterprise in einer alternativen Zeitlinie, Besatzungsmitglied der USS Stardiver        | Mensch             | •       |               |         | Fabian Kluckert            |
| Martin Quinn       | Montgomery Scott                         | Chefingenieur der USS Enterprise in einer alternativen Zeitlinie, Besatzungsmitglied der USS Stardiver        | Mensch             |         | •             | •       | Fabian Kluckert            |
| Carol Kane         | Commander Pelia                          | Chefingenieurin der USS Enterprise                                                                            | Lanthanitin        |         | •             | •       | Philine Peters-Arnolds     |
| Noah Lamanna       | Chief Jay                                | Transportertechniker der USS Enterprise                                                                       | Mensch             |         | •             |         |                            |
| Desmond Sivan      | Khan Noonien Singh                       | zukünftiger Diktator                                                                                          | Mensch (Augment)   |         | •             |         |                            |
| Mia Kirshner       | Amanda Grayson                           | Mutter von Spock                                                                                              | Mensch             |         | •             |         | Natascha Geisler           |
| Tawny Newsome      | Ensign Beckett Mariner                   | Besatzungsmitglied der USS Cerritos                                                                           | Mensch             |         | •             |         | Giovanna Winterfeldt       |
| Jack Quaid         | Ensign Brad Boimler                      | Besatzungsmitglied der USS Cerritos                                                                           | Mensch             |         | •             |         | Patrick Baehr              |
| Noël Wells         | Ensign D’Vana Tendi                      | Besatzungsmitglied der USS Cerritos                                                                           | Orionerin          |         | •             |         | Melinda Rachfahl           |
| Eugene Cordero     | Ensign Sam Rutherford                    | Besatzungsmitglied der USS Cerritos                                                                           | Mensch             |         | •             |         | René Dawn-Claude           |
| Jerry O’Connell    | Commander Jack Ransom                    | Erster Offizier der USS Cerritos                                                                              | Mensch             |         | •             |         | Johannes Raspe             |
| Chris Myers        | Ensign Dana Gamble                       | medizinischer Junioroffizier der USS Enterprise                                                               | Mensch             |         |               | •       |                            |
| John de Lancie     | Q                                        | Nahezu allmächtiges Wesen                                                                                     | Q                  |         |               | •       | Martin Umbach              |

## Episodenliste

### Staffel 1
| Nr. (ges.) | Nr. (St.) | Deutscher Titel                    | Originaltitel                        | Erstveröffentlichung USA | Deutschsprachige Erstveröffentlichung (D/A/CH) | Regie                | Drehbuch                                                                       |
| ---------- | --------- | ---------------------------------- | ------------------------------------ | ------------------------ | ---------------------------------------------- | -------------------- | ------------------------------------------------------------------------------ |
| 1          | 1         | Fremde neue Welten                 | Strange New Worlds                   | 5. Mai 2022              | 7. Dez. 2022                                   | Akiva Goldsman       | Akiva Goldsman (Teleplay) Akiva Goldsman & Alex Kurtzman & Jenny Lumet (Story) |
| 2          | 2         | Kinder des Kometen                 | Children of the Comet                | 12. Mai 2022             | 7. Dez. 2022                                   | Maja Vrvilo          | Henry Alonso Myers & Sarah Tarkoff (Story)                                     |
| 3          | 3         | Geister von Illyria                | Ghosts of Illyria                    | 19. Mai 2022             | 15. Dez. 2022                                  | Leslie Hope          | Akela Cooper & Bill Wolkoff (Story)                                            |
| 4          | 4         | Memento Mori                       | Memento Mori                         | 26. Mai 2022             | 15. Dez. 2022                                  | Dan Liu              | Davy Perez & Beau DeMayo (Story)                                               |
| 5          | 5         | Spock Amok                         | Spock Amok                           | 2. Juni 2022             | 22. Dez. 2022                                  | Rachel Leiterman     | Henry Alonso Myers & Robin Wasserman (Story)                                   |
| 6          | 6         | Wo kein Leid hinreicht             | Lift Us Where Suffering Cannot Reach | 9. Juni 2022             | 22. Dez. 2022                                  | Andi Armaganian      | Robin Wasserman & Bill Wolkoff (Story)                                         |
| 7          | 7         | Die Serene Squall                  | The Serene Squall                    | 16. Juni 2022            | 29. Dez. 2022                                  | Sydney Freeland      | Beau DeMayo & Sarah Tarkoff (Story)                                            |
| 8          | 8         | Das Königreich Elysien             | The Elysian Kingdom                  | 23. Juni 2022            | 29. Dez. 2022                                  | Amanda Row           | Akela Cooper & Onitra Johnson (Story)                                          |
| 9          | 9         | Nicht jeder Verirrte verliert sich | All Those Who Wander                 | 30. Juni 2022            | 5. Jan. 2023                                   | Christopher J. Byrne | Davy Perez (Story)                                                             |
| 10         | 10        | Die Kunst der Gnade                | A Quality of Mercy                   | 7. Juli 2022             | 5. Jan. 2023                                   | Chris Fisher         | Henry Alonso Myers & Akiva Goldsman (Story)                                    |

### Staffel 2
| Nr. (ges.) | Nr. (St.) | Deutscher Titel               | Originaltitel                      | Erstveröffentlichung USA | Deutschsprachige Erstveröffentlichung (D/A/CH) | Regie           | Drehbuch                           |
| ---------- | --------- | ----------------------------- | ---------------------------------- | ------------------------ | ---------------------------------------------- | --------------- | ---------------------------------- |
| 11         | 1         | Der durchbrochene Kreis       | The Broken Circle                  | 15. Juni 2023            | 15. Juni 2023                                  | Chris Fisher    | Henry Alonso Myers, Akiva Goldsman |
| 12         | 2         | Ad astra per aspera           | Ad Astra Per Aspera                | 22. Juni 2023            | 22. Juni 2023                                  | Valerie Weiss   | Dana Horgan                        |
| 13         | 3         | Morgen und morgen und morgen  | Tomorrow and Tomorrow and Tomorrow | 29. Juni 2023            | 29. Juni 2023                                  | Amanda Row      | David Reed                         |
| 14         | 4         | Unter den Lotusessern         | Among the Lotus Eaters             | 6. Juli 2023             | 6. Juli 2023                                   | Eduardo Sánchez | Kirsten Beyer, Davy Perez          |
| 15         | 5         | Scharaden                     | Charades                           | 13. Juli 2023            | 13. Juli 2023                                  | Jordan Canning  | Kathryn Lyn, Henry Alonso Myers    |
| 16         | 6         | Wo Worte fehlen               | Lost in Translation                | 20. Juli 2023            | 20. Juli 2023                                  | Dan Liu         | Onitra Johnson, David Reed         |
| 17         | 7         | Tierisch olle Sternenreisende | Those Old Scientists               | 22. Juli 2023            | 23. Juli 2023                                  | Jonathan Frakes | Kathryn Lyn, Bill Wolkoff          |
| 18         | 8         | Der Schlächter von J'Gal      | Under the Cloak of War             | 27. Juli 2023            | 27. Juli 2023                                  | Jeff W. Byrd    | Davy Perez                         |
| 19         | 9         | Subraum-Rhapsodie             | Subspace Rhapsody                  | 3. Aug. 2023             | 3. Aug. 2023                                   | Dermott Downs   | Dana Horgan, Bill Wolkoff          |
| 20         | 10        | Hegemonie                     | Hegemony                           | 10. Aug. 2023            | 10. Aug. 2023                                  | Maja Vrvilo     | Henry Alonso Myers                 |

### Staffel 3
| Nr. (ges.) | Nr. (St.) | Deutscher Titel                          | Originaltitel                  | Erstveröffentlichung USA | Deutschsprachige Erstveröffentlichung (D/A/CH) | Regie           | Drehbuch                                                     |
| ---------- | --------- | ---------------------------------------- | ------------------------------ | ------------------------ | ---------------------------------------------- | --------------- | ------------------------------------------------------------ |
| 21         | 1         | Hegemonie, Teil II                       | Hegemony, Part II              | 17. Juli 2025            | 17. Juli 2025                                  | Chris Fisher    | Davy Perez (Teleplay) Henry Alonso Myers, Davy Perez (Story) |
| 22         | 2         | Hochzeitsglocken-Blues                   | Wedding Bell Blues             | 17. Juli 2025            | 17. Juli 2025                                  | Jordan Canning  | Kirsten Beyer, David Reed                                    |
| 23         | 3         | Shuttle nach Kenfori                     | Shuttle to Kenfori             | 24. Juli 2025            | 24. Juli 2025                                  | Dan Liu         | Onitra Johnson, Bill Wolkoff                                 |
| 24         | 4         | Weltraumabenteuerstunde                  | A Space Adventure Hour         | 31. Juli 2025            | 31. Juli 2025                                  | Jonathan Frakes | Dana Horgan, Kathryn Lyn                                     |
| 25         | 5         | Durch die Linse der Zeit                 | Through the Lens of Time       | 7. Aug. 2025             | 7. Aug. 2025                                   | Andi Armaganian | Onitra Johnson, Davy Perez                                   |
| 26         | 6         | Der Sehlat, der sich in den Schwanz biss | The Sehlat Who Ate Its Tail    | 14. Aug. 2025            | 14. Aug. 2025                                  | Valerie Weiss   | David Reed, Bill Wolkoff                                     |
| 27         | 7         | –                                        | What Is Starfleet?             | –                        | –                                              | Sharon Lewis    | Kathryn Lyn, Alan B. McElroy                                 |
| 28         | 8         | –                                        | Four-and-a-Half Vulcans        | –                        | –                                              | Jordan Canning  | Dana Horgan, Henry Alonso Myers                              |
| 29         | 9         | –                                        | Terrarium                      | –                        | –                                              | Andrew Coutts   | Alan B. McElroy                                              |
| 30         | 10        | –                                        | New Life and New Civilizations | –                        | –                                              | Maja Vrvilo     | Dana Horgan, Davy Perez                                      |

## Rezeption
Von den bei Rotten Tomatoes aufgeführten Kritiken sind alle positiv bei einer durchschnittlichen Bewertung mit 8,6 von 10 möglichen Punkten.
Der Filmdienst, aus dem sich das Lexikon des Internationalen Films speist, vergab der Serie anlässlich des Erscheinens der ersten Staffel vier von fünf möglichen Punkten und lobte: „Ein […] technisch […] auf der Höhe der Zeit umgesetzter retrofuturistischer Look, ein liebeswertes Ensemble, das nicht zuletzt von starken Frauenfiguren geprägt wird, und überbordender erzählerischer Einfallsreichtum in der Gestaltung der Episoden machen die Serie zu schönster eskapistischer Unterhaltung.“